# دهستان اسپران
دهستان اِسپِران یکی از دهستان‌های استان آذربایجان شرقی است که در بخش مرکزی شهرستان تبریز واقع شده‌است.